# Algophagidae
Algophagidae zijn  een familie van mijten. Bij de familie zijn zeven geslachten met circa 20 soorten ingedeeld.